# René Wagner
René Wagner (* 31. října 1972 v Brně) je bývalý český fotbalový útočník, někdejší reprezentant. V létě 2008 ukončil profesionální kariéru v týmu 1. FC Brno. Dále působil 2 sezony v rakouském SV Leobendorf (43 starty / 27 branek ve 4. nejvyšší soutěži). Aktivní kariéru ukončil v Divizi D v brněnském Komárově na podzim 2010. 

Poté se dal na trenérskou dráhu.

## Klubová kariéra

### Klubové statistiky
Aktuální k 27. prosinci 2012
| Sezona  | Klub                            | Země           | Soutěž                      | Zápasy | Góly |
| ------- | ------------------------------- | -------------- | --------------------------- | ------ | ---- |
| 1990/91 | FC Zbrojovka Brno               | Československo | 1. liga                     | 1      | 0    |
| 1991/92 | FC Zbrojovka Brno               | Československo | 2. liga                     | 25     | 6    |
| 1992/93 | FC Boby-sport Brno              | Československo | 1. liga                     | 27     | 7    |
| 1993/94 | FC Boby-sport Brno              | Česko          | 1. liga                     | 27     | 12   |
| 1994/95 | FC Boby-sport Brno              | Česko          | 1. liga                     | 22     | 6    |
| 1995/96 | FC Boby-sport Brno              | Česko          | 1. liga                     | 26     | 11   |
| 1996/97 | FC Boby-sport Brno              | Česko          | 1. liga                     | 1      | 0    |
| 1996/97 | SK Rapid Wien                   | Rakousko       | Bundesliga                  | 29     | 21   |
| 1997/98 | SK Rapid Wien                   | Rakousko       | Bundesliga                  | 17     | 3    |
| 1998/99 | SK Rapid Wien                   | Rakousko       | Bundesliga                  | 33     | 10   |
| 1999/00 | SK Rapid Wien                   | Rakousko       | Bundesliga                  | 34     | 17   |
| 2000/01 | SK Rapid Wien                   | Rakousko       | Bundesliga                  | 22     | 8    |
| 2001/02 | SK Rapid Wien                   | Rakousko       | Bundesliga                  | 21     | 1    |
| 2002/03 | SK Rapid Wien                   | Rakousko       | Bundesliga                  | 29     | 5    |
| 2003/04 | SK Rapid Wien                   | Rakousko       | Bundesliga                  | 33     | 10   |
| 2004/05 | SV Mattersburg                  | Rakousko       | Bundesliga                  | 27     | 6    |
| 2005/06 | SV Mattersburg                  | Rakousko       | Bundesliga                  | 18     | 1    |
| 2006/07 | 1. FC Brno                      | Česko          | 1. liga                     | 23     | 2    |
| 2007/08 | 1. FC Brno                      | Česko          | 1. liga                     | 19     | 3    |
| 2008/09 | SV Leobendorf                   | Rakousko       | 1. NÖN Landesliga (4. liga) | 23     | 18   |
| 2009/10 | SV Leobendorf                   | Rakousko       | 1. NÖN Landesliga (4. liga) | 20     | 9    |
| 2010/11 | FC Sparta Brno                  | Česko          | Divize D                    | 8      | 1    |
|         | celkem 1. liga                  |                |                             | 411    | 123  |
|         | celkem 1. liga (Československo) |                |                             | 28     | 7    |
|         | celkem 1. liga (Česko)          |                |                             | 118    | 34   |
|         | celkem 1. liga (Rakousko)       |                |                             | 265    | 82   |

## Reprezentační kariéra
René Wagner debutoval v A-mužstvu České republiky 8. března 1995 v přátelském utkání proti Finsku v Brně, v 71. minutě střídal na hřišti Güntera Bittengela. Utkání skončilo vítězstvím ČR 4:1.
Bilance René Wagnera za Českou republiku: 11 zápasů, 7 výher, 2 remízy, 2 prohry, 3 vstřelené góly.

### Reprezentační góly a zápasy
Góly René Wagnera za reprezentační A-mužstvo České republiky 
| Gól | Datum        | Stadion            | Soupeř    | Skóre (min.) | Výsledek | Soutěž            | Gól         |
| --- | ------------ | ------------------ | --------- | ------------ | -------- | ----------------- | ----------- |
| 010 | 11. 12. 1996 | Casablanca, Maroko | Nigérie   | 02:00 (74.)  | 2:1      | Pohár Hassana II. | padl ze hry |
| 02  | 026. 2. 1997 | Poděbrady          | Bělorusko | 01:00 (12.)  | 4:1      | přátelské utkání  | padl ze hry |
| 03  | 026. 4. 2000 | Letná, Praha       | Izrael    | 04:10 (90.)  | 4:1      | přátelské utkání  | padl ze hry |

Zápasy René Wagnera v A-mužstvu České republiky 
| Rok    | Zápasy | Góly |
| ------ | ------ | ---- |
| 1995   | 1      | 0    |
| 1996   | 2      | 1    |
| 1997   | 2      | 1    |
| 1998   | 1      | 0    |
| 1999   | 1      | 0    |
| 2000   | 3      | 1    |
| 2001   | 1      | 0    |
| Celkem | 11     | 3    |

## Trenérská kariéra
Po ukončení hráčské kariéry působil ve Zbrojovce Brno jako trenér mládežnických týmů. Na konci jara 2011 převzal A-mužstvo Zbrojovky po odvolaném Karlu Večeřovi a vedl je v sedmi prvoligových zápasech s bilancí jednoho vítězství, dvou remíz a čtyř porážek. Po sestupu do druhé ligy odkoučoval prvních deset utkání na podzim 2011 a poté jej nahradil Róbert Kafka. V dubnu 2016 odešel do Rakouska do SC Wiener Neustadt, kde se stal hlavním koučem A-týmu.
Od sezony 2019/20 je trenérem lelekovického A-mužstva v I. B třídě Jihomoravského kraje.

## Úspěchy
- 4 x vicemistr Rakouska: 1997, 1998, 1999, 2001 (Rapid Vídeň)
- 1 x nejlepší střelec rakouské Bundesligy: 1997 (Rapid Vídeň)